# The Music of Erich Zann
The Music of Erich Zann è il secondo album in studio del gruppo musicale technical thrash metal tedesco Mekong Delta, pubblicato dall'etichetta discografica Aaarrg Records nel 1988.

## Il disco
Il disco prende il titolo dall'omonimo racconto di H.P. Lovecraft. Lo coordinate stilistiche adottate sono di stampo thrash metal, con continui cambi di tempo, talvolta arricchite da soluzioni neoclassiche e da improvvisazioni di basso. La canzoni vengono interpretate da una voce nervosa e dai toni acuti, che non fa che aumentare la peculiarità della musica dei Mekong Delta. La quinta traccia, Interludium (Begging for Mercy), è tratta dal tema musicale, originariamente composto da Bernard Herrmann, del celebre film Psyco diretto dal Alfred Hitchcock.
L'album uscì in Europa ad opera della Aaarrg Records, mentre negli Stati Uniti fu reso disponibile dalla Steamhammer Records. L'edizione in CD venne arricchita da un'ulteriore traccia intitolata The Gnom, un nuovo arrangiamento di una composizione di Modest Musorgskij.
Questa versione venne ripubblicata dalla Zardoz Music nel 2002, in versione rimasterizzata e remissata; in seguito fu ristampata dalla Mystic Empire nel 2006, dalla Aaarrg Records nel 2010 e dalla Steamhammer nel 2013.

## Tracce
Testi di Jake Jenkins, musiche di Björn Eklund (Ralph Hubert) eccetto dove indicato.
1. Age of Agony – 3:12
2. True Lies – 5:34
3. Confession of Madness – 3:55
4. Hatred – 3:24
5. Interludium (Begging for Mercy) – 3:09 (musica: Bernard Herrmann) – (strumentale)
6. Prophecy – 3:58
7. Memories of Tomorrow – 4:20
8. I, King, Will Come – 5:08
9. The Final Deluge – 2:57
10. Epilogue – 1:47

Traccia presente solo sul CD
1. The Gnom – 5:57 (musica: Modest Musorgskij) – (strumentale)

## Formazione
- Keil (Wolfgang Borgmann) – voce,
- Vincent St.Johns (Reiner Kelch) – chitarra
- Rolf Stein – chitarra
- Björn Eklund (Ralph Hubert) – basso
- Gordon Perkins (Jörg Michael) – batteria

### Altri musicisti
- Patrick Duval – batteria in The Gnom

### Produzione
- Ralph Hubert – produzione
- Jörg Stegert – ingegneria del suono